# محسن فریور
محسن فریور از سیاستمداران ایرانی بود، که در دوره‌  بیستم بعنوان نماینده بهشهر در مجلس شورای ملی حضور داشت.